# Dominique Meyer

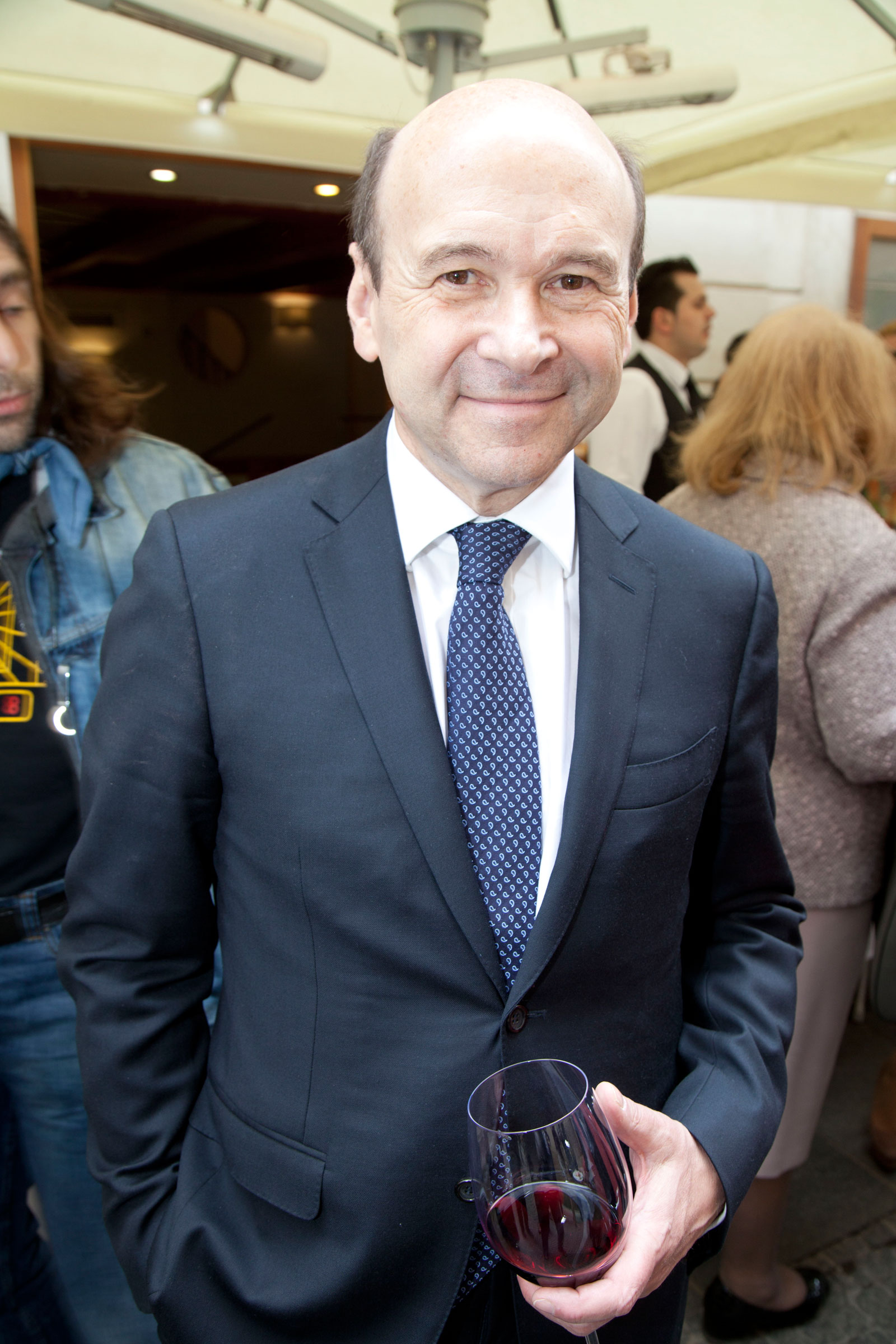
Dominique Meyer (2015)

Dominique Meyer (* 8. August 1955 in Thann, Elsass) ist ein französischer Wirtschaftswissenschaftler, Manager, Politberater, früherer Generalintendant und künstlerischer Leiter des Théâtre des Champs-Élysées. Von 2010 bis 2020 war er der Direktor der Wiener Staatsoper. Bis 2024 leitete er die Mailänder Scala antreten.

## Leben und Wirken
Dominique Meyer kam 1955 als Sohn eines Diplomaten im südlichen Elsass zur Welt. Während seines Wirtschaftsstudiums an der Pariser Wirtschaftsuniversität kam er zum ersten Mal mit der Oper in Berührung. Laut eigenen Angaben besuchte er schon während der Studienzeit täglich Opern- und Theatervorstellungen oder Konzerte.
Unmittelbar nach dem Studium 1980 erfolgte der Eintritt in die französische Politik. Er arbeitete im Industrieministerium, in jener Sektion, die sich mit der Organisation und der Förderung der französischen Platten- und Filmindustrie befasste. 1984 holte ihn der damalige Kulturminister Jack Lang als Berater für Kultur in sein Ministerium.
Nach dem Ausscheiden Langs aus dem Kabinett 1986 verschaffte ihm dieser auf Meyers Wunsch hin einen Beraterjob an der Pariser Oper, 1989 wurde er Generaldirektor. In dieser Rolle musste er im selben Jahr die Probleme um die Eröffnung der Opéra Bastille lösen. Hierbei handelte es sich um den berühmten Krach wegen Daniel Barenboims Vertrag – damals von zwei Ministern unterschrieben.
1992 holte ihn Premierminister Pierre Bérégovoy als Kulturberater in die Politik zurück. In dieser Funktion war er unter anderem mit der Gründung des Fernsehsenders ARTE und mit den Vorbereitungen zur Fußball-Weltmeisterschaft in Frankreich beschäftigt. 1994 übernahm er die Leitung der Oper von Lausanne, wo er fünf Jahre lang mit selten gespielten Werken aufhorchen ließ.
Ab 1999 erhielt er eine Berufung an das Théâtre des Champs-Élysées als Intendant und künstlerischer Leiter des privat geführten Hauses. Daneben hält er an verschiedenen Universitäten Vorlesungen zu Musikmanagement und Kulturbetrieb und versuchte weiterhin, Ungewöhnliches und Neues auf die Bühne zu bringen. „Neue Opern müssen geschaffen werden, aber nicht solche, die nach ein paar Vorstellungen wieder vom Spielplan verschwinden“, erklärte er dem „Neuen Merker“. „Die Komponisten müssen verstehen, für wen sie Musik schreiben.“
Am 6. Juni 2007 erhielt er von der österreichischen Kulturministerin Claudia Schmied das Angebot, ab 30. Juni 2010 mit Franz Welser-Möst als Generalmusikdirektor die Wiener Staatsoper zu leiten. Er eröffnete seine Intendanz mit einer Aufführung von Tannhäuser, bei der Welser-Möst am Pult stand. Die erste Premiere war die Erstfassung der Oper Cardillac von Paul Hindemith, die 1926 in Dresden uraufgeführt wurde.
Im Juni 2019 wurde bekannt, dass er im Juli 2021 Alexander Pereira als Intendant der Mailänder Scala nachfolgen soll, durch dessen vorzeitigen Weggang übernahm er das Amt bereits 2020. Hier wurde Meyers regulär Ende Februar 2025 auslaufender Vertrag bis 1. August 2025 verlängert. Bereits ab September 2024 wird ihm Fortunato Ortombina, der zuvor das Teatro La Fenice in Venedig geleitet hat, als nominierter Superintendent an die Seite gestellt. Nach Meyers Weggang wird Ortombina auch die Intendanz in Mailand übernehmen.
Von 2011 bis 2019 war Dominique Meyer Präsident der Europäischen Musiktheater-Akademie.

## Kritik
Sven Hartberger, Chef des Klangforum Wien, warf Meyer vor, dieser habe eine Musealisierung des Spielplans der Wiener Staatsoper zu verantworten, in der Spielzeit 2012/13 war kein Werk jünger als 70 Jahre. Der Staatsoperndirektor antwortete darauf mit einer Reihe von zeitgenössischen Premieren (darunter The Tempest von Thomas Adès im Juni 2015 und Tri Sestri von Péter Eötvös im März 2016), sowie mit einem Kompositionsauftrag an Olga Neuwirth für die Oper Orlando nach Virginia Woolfs gleichnamigem Roman, die 2019 an der Staatsoper uraufgeführt wurde.
Die geplante Da-Ponte-Trilogie musste nach der zweiten Inszenierung von Jean-Louis Martinoty abgebrochen werden, weil sich Franz Welser-Möst weigerte, weiterhin mit diesem Regisseur zusammenzuarbeiten. Die Kritiken an der Regie dieser beiden Produktionen waren ablehnend bis vernichtend, insbesondere der Don Giovanni wurde „von den Kritikern in der Luft zerrissen“. Der Staatsopern-Figaro von 2011 war daraufhin das Remake einer Pariser Inszenierung von 2001. 
Am 5. September 2014 erklärte GMD Welser-Möst aufgrund „künstlerischen Differenzen“ mit Meyer seinen sofortigen Rücktritt.

## Auszeichnungen
- 2016: Großes Goldenes Ehrenzeichen für Verdienste um die Republik Österreich
- 2020: Offizier der Ehrenlegion[9]
- 2020: Ehrenmitglied der Wiener Philharmoniker[10]
- 2020: Ehrenmitglied und Ehrenringträger der Wiener Staatsoper[11][12]
- Komtur des Ordens des Sterns von Italien